# Giovanni Carbonella
Giovanni Carbonella (Brindisi, 17 settembre 1946 – 30 maggio 2025) è stato un politico italiano.

## Biografia

### Elezione a deputato
Alle elezioni del 2001 entra alla Camera eletto nella Margherita, in quota PPI. 
Alle elezioni politiche del 2006 viene eletto deputato della XV legislatura della Repubblica Italiana nella circoscrizione XXI Puglia per L'Ulivo.